# TRAX
TRAX（トラックス）は、韓国のロックバンド。2019年までSMエンタテインメントに所属していた。

## 概要
2004年7月にThe TRAXとして韓国でデビュー。2004年12月15日シングル『Scorpio』でX JAPANのリーダーYOSHIKIのプロデュースにより日本デビュー。
由来はメンバーの名前の頭文字から取ったものであるが、所属レコード会社「avex trax」とは無関係である。
2006年、Rose（本名：ノ・ミヌ）がグループを離脱。さらに2008年にAttack（本名：カン・ジョンウ）が脱退し、いずれも俳優に転向した。以降のTRAXは、2人態勢となった。
2018年3月には、グループ名をTraxX（読み方は「トラックス」のまま）に改称した。DJ兼プロデューサーのGINJOを新メンバーに迎え入れ、EDMグループになった。
2019年には、ジェイ、ジョンモと、SMとの専属契約が満了した。

## メンバー
- Jay（ジェイ、제이、1983年4月8日[4]または1984年4月8日[5] - ）

ボーカル、本名：ジェイ・キム、初期ステージネーム：Typoon
- Jungmo（ジョンモ、김정모（キム・ジョンモ）、1985年3月26日[6] - ）

ギター（2004年 - 2018年）、ベース、初期ステージネーム：X-mas
- GINJO - DJ[7]

### 過去のメンバー
- Rose（ローズ、1986年5月29日 - ）ドラムス、ギター 本名：ノ・ミヌ。※2006年に脱退。
- Attack（アタック　1985年6月15日 - ）ベース 本名：カン・ジョンウ。※2008年に脱退。

## ディスコグラフィ

### 日本シングル
- Scorpio (2004年12月15日)
- Rhapsody (2005年4月20日)：フジテレビ系『志村通』エンディングテーマ
- Blaze Away (2005年9月14日)：テレビ東京系アニメ『アイシールド21』エンディングテーマ
- RESOLUTION (2006年8月23日)
- Find The Way/Cold Rain‐初雨‐ (2007年1月24日)
- Light On You (光の中で) (2007年2月15日)：ネクソンジャパンオンラインゲーム『テイルズウィーバー』世界の扉　メインテーマ

### 韓国
- 1st Single「PARADOX」(2004年7月19日)
- 日本2nd Single「Scorpio」(2004年12月15日)韓日同時発売
- 日本3rd Single「Blaze Away」(2005年9月14日)韓日同時発売
- 日本5th Single「Find The Way/Cold Rain-初雨-」(2007年1月24日)韓日同時発売
- 1st Album「初雨」」(2006年7月18日)
- 1st Mini Album「Let You Go」(2010年1月25日)
- 2nd Mini Album 「Oh!My Goddess」(2010年9月)